# بيتر أندرسون (لاعب كرة قدم)
بيتر أندرسون (بالإنجليزية: Peter Anderson)‏ (31 مايو 1949 في المملكة المتحدة - ) هو مدرب كرة قدم ولاعب كرة قدم بريطاني في مركز الوسط. لعب مع رويال أنتويرب وشيفيلد يونايتد ونادي لوتون تاون ونادي ميلوول وتامبا باي راوديز ونادي غوادالاخارا (نادي كرة قدم) وHendon F.C. ‏.

## وصلات خارجية
- بيتر أندرسون على موقع قاعدة بيانات كرة القدم.إي يو (الإنجليزية)
- بيتر أندرسون على موقع عالم كرة القدم.نت (الإنجليزية)